# Лекса (Арканзас)
Лекса (енгл. Lexa) град је у америчкој савезној држави Арканзас.

## Демографија
По попису из 2010. године број становника је 286, што је 45 (-13,6%) становника мање него 2000. године.
| Група             | 2000.       | 2010.       |
| Белци             | 238 (71,9%) | 201 (70,3%) |
| Афроамериканци    | 87 (26,3%)  | 77 (26,9%)  |
| Азијати           | 0 (0,0%)    | 0 (0,0%)    |
| Хиспаноамериканци | 0 (0,0%)    | 7 (2,4%)    |
| Укупно            | 331         | 286         |